# Kleinblittersdorf
Kleinblittersdorf is een gemeente in de Duitse deelstaat Saarland, en maakt deel uit van het Regionalverband Saarbrücken.
Kleinblittersdorf telt 10.808 inwoners en ligt aan de oever van de rivier de Saar.
Kleinblittersdorf is een gedeelde plaats en ligt tegen de Franse grens en grenst aan de Franse gemeente Grosbliederstroff .

## Plaatsen
De gemeente Kleinblittersdorf omvat de volgende plaatsen:
- Auersmacher
- Bliesransbach
- Kleinblittersdorf
- Rilchingen-Hanweiler
- Sitterswald

## Afbeeldingen

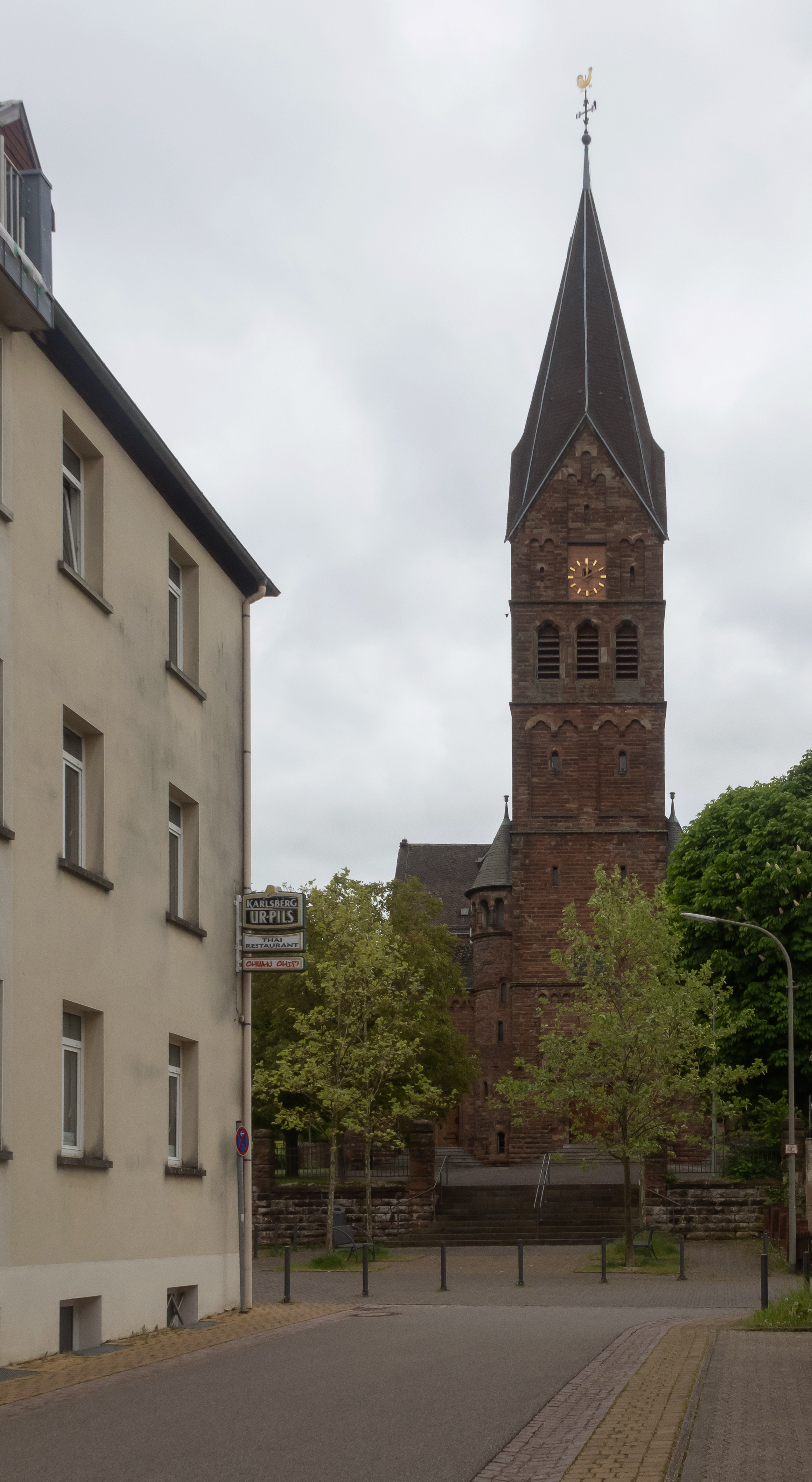
Kerk: Sankt-Agathakirche
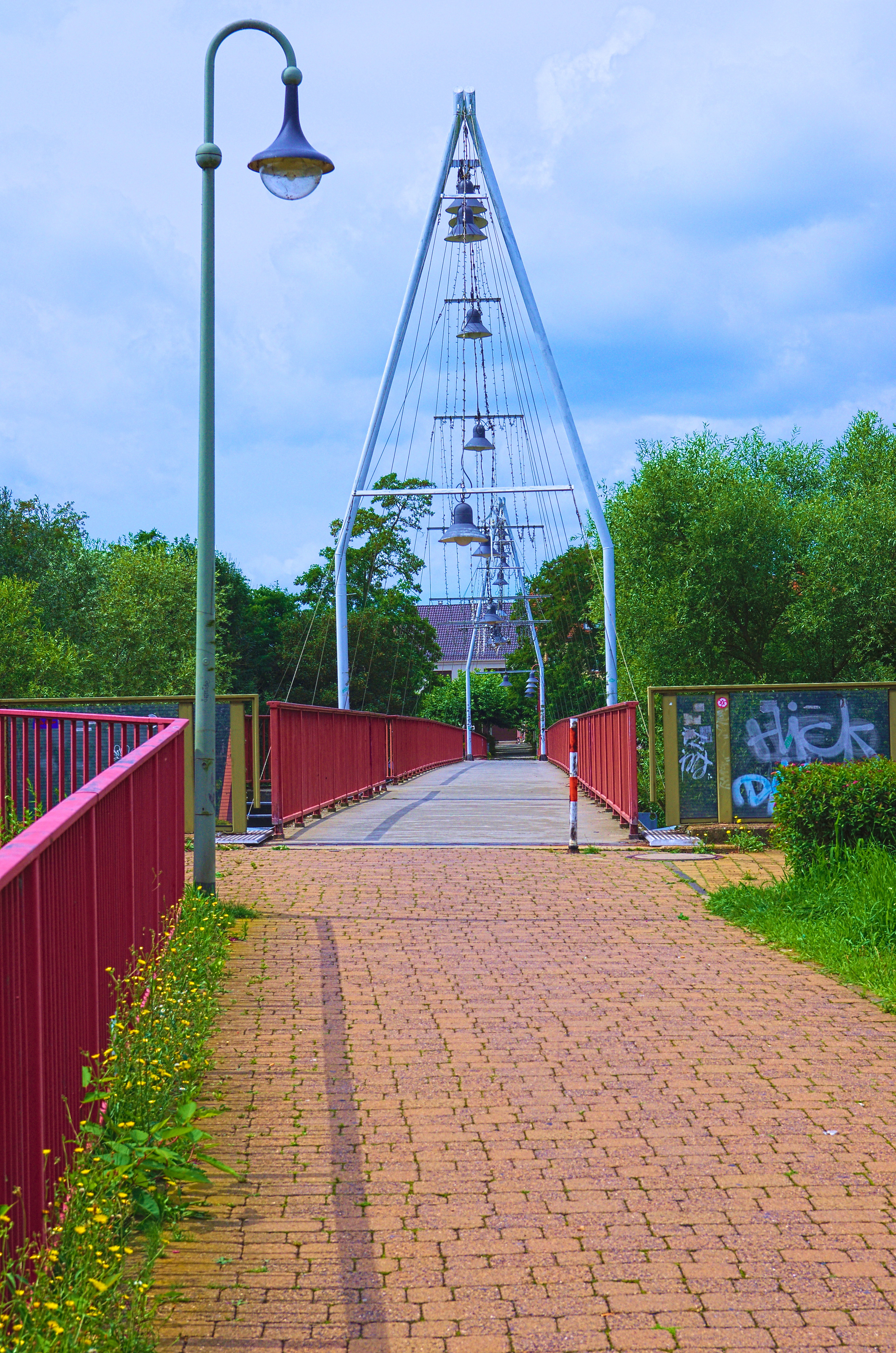
Freundschaftsbrücke over de Saar
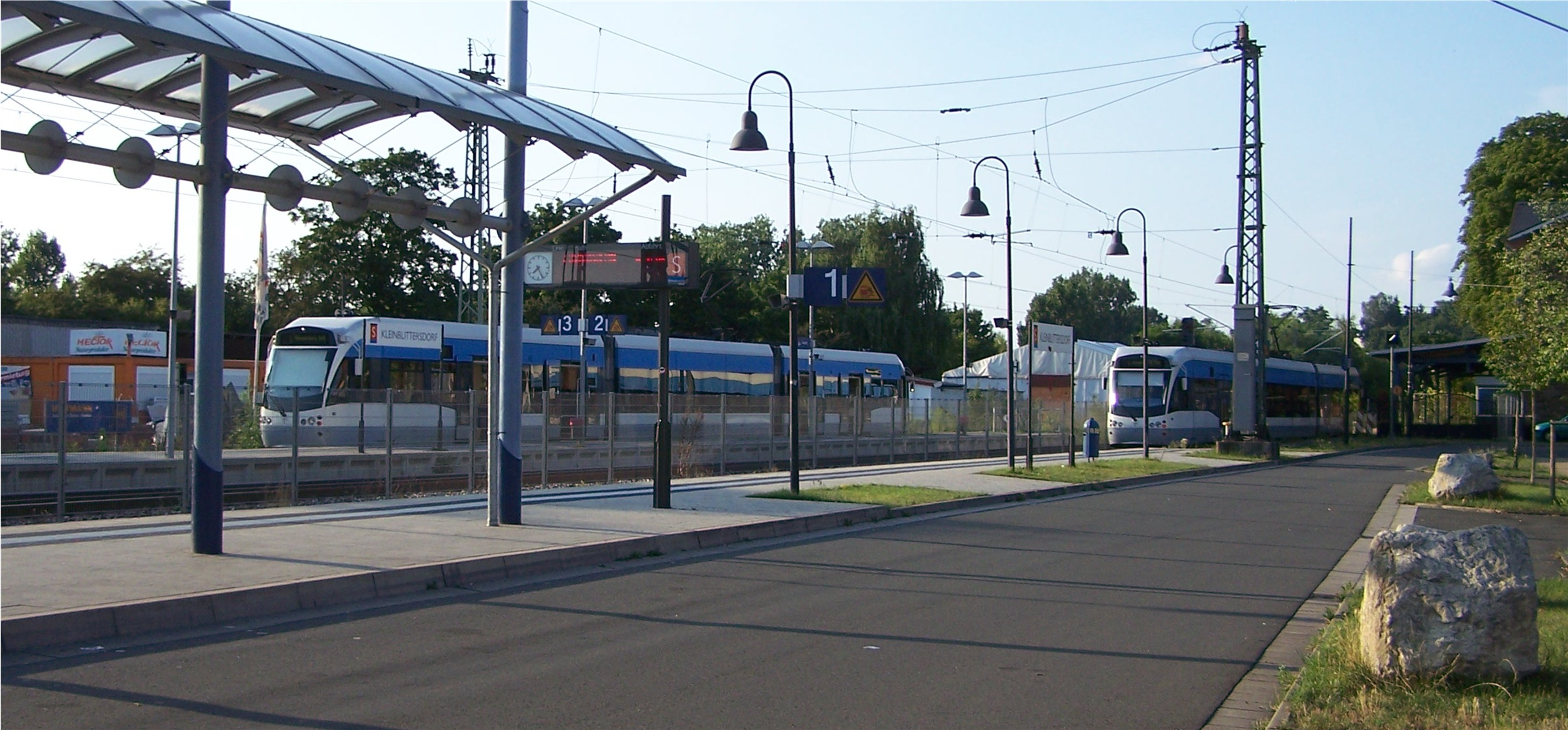
Station met S-Bahn naar Saarbrücken

Friedrichsthal ·
Großrosseln ·
Heusweiler ·
Kleinblittersdorf ·
Püttlingen ·
Quierschied ·
Riegelsberg ·
Saarbrücken ·
Sulzbach ·
Völklingen